# (73262) 2002 JK47
(73262) 2002 JK47 – planetoida z pasa głównego asteroid okrążająca Słońce w ciągu 5,16 lat w średniej odległości 2,98 j.a. Odkryta 9 maja 2002 roku.